# Forthing T5 EVO
Forthing T5 EVO — выпускающийся с 2021 года кроссовер суббренда Forthing китайского автопроизводителя Dongfeng.
С 2022 года выпускается  электроверсия под названием Forthing Thunder, которая как Evolute i-Sky ожидается в России в 2023 году.

## История
Модель была представлена 17 ноября 2020 года. Создана на базе кроссовера Forthing T5, технически идентична ему, но полностью отличается от него внешне и салоном, и имеет двигатель не представленный в гамме его двигателей — бензиновый 1,5-литровый с турбонаддувом мощностью 197 л. с. работающий с 7-ступенчатым «роботом» с двойным сцеплением, разгон 0-100 км/ч за 6,5 сек. Привод — только передний.
В марте 2021 года поступила в продажу на внутреннем рынке Китая по ценам от 103 900 до 136 900 юаней.
С начала 2023 года поступила в продажу в Германии, цена — 29 795 евро.

### Электроверсия Forthing Thunder
В ноябре 2022 года на автосалоне в Гуанчжоу была показана электроверсия модели под названием Forthing Thunder, вышла на рынок в марте 2023 года, цены от 129 900 до 229 900 юаней..
Снаружи отличается другим передним бампером и отсутствием выхлопной системы сзади. Оснащается электромотором развивающим 150 кВт (204 л. с.) мощности. Комплектуется двумя типами аккумуляторов: литий-железо-фосфатный ёмкостью 57,8 кВт*ч с запасом хода 430 км по циклу СLTC, или тройной литиевый ёмкостью 85,9 кВт*ч и с запасом хода до 630 км.

#### В России: Evolute i-Sky
Компания «Моторинвест» в России собирающая электромобили под брендом Evolute, объявила о планах выпуска модели под названием Evolute i-Sky в конце первого полугодия 2023 года, и старте продаж в июле 2023 года. Цены не называются, но модель рассматривается как конкурент Skywell ET5 цена которого от 4,48 млн до 4,98 млн рублей.